# Erpeton tentaculatum
Il serpente dai tentacoli (Erpeton tentaculatum Lacépède, 1800) è un serpente della famiglia Homalopsidae, diffuso nel Sud-est asiatico.

## Descrizione
Si tratta di un serpente immediatamente riconoscibile per le due appendici mobili che reca all'estremità del muso. Tali appendici, ricoperte di squame, sembrano avere funzioni sensoriali. È un serpente di taglia medio-piccola lungo in media dai 50 ai 90 centimetri. Si conoscono due livree una con linee longitudinali e l'altra con macchie scure; il colore di fondo in ogni caso va dal grigio al brunastro.
Benché sia dotato di denti veleniferi, questo serpente non è considerato pericoloso per l'uomo. I denti sono piccoli, solo parzialmente scanalati e posizionati molto indietro nella bocca. Inoltre, il veleno è specificamente destinato ai pesci di cui il rettile si nutre.

## Distribuzione e habitat
La specie è riportata per Thailandia, Vietnam e Cambogia.
Specie completamente acquatica, vive in ambienti con acque ferme o debolmente correnti, ricchi di vegetazione acquatica.

## Biologia

### Comportamento
Può trascorrere la stagione secca immerso nel fango umido. Può stare immerso fino a 30 minuti. Fuor d'acqua ha un'andatura goffa.

### Alimentazione
Si nutre esclusivamente di pesci che caccia all'agguato; si ancora con la coda e rimane rigido in attesa confidando nel mimetismo fino a che un pesce non passa davanti alla sua bocca.

### Riproduzione
È una specie ovoviviparea, i giovani vengono partoriti sott'acqua.

## Conservazione
Sembra essere abbastanza comune nell'areale. In Cambogia, nel lago Tonle Sap viene catturato per l'alimentazione dei coccodrilli e umana ma sembra che il prelievo sia sostenibile. La Lista rossa IUCN classifica questa specie come "a rischio minimo".